# Matthew Carrington
Pour les articles homonymes, voir Carrington.
Matthew Hadrian Marshall Carrington, baron Carrington de Fulham (né le 19 octobre 1947) est un homme politique britannique. Il est député conservateur de Fulham de 1987 à 1997 et en septembre 2013, il devient pair à vie et membre de la Chambre des lords.

## Jeunesse
Carrington est né à Londres et fait ses études au Lycée français Charles-de-Gaulle, fréquente l'Imperial College de Londres de 1966 à 1969, et préside alors l'Imperial College Conservative Society. Il obtient un BSc en physique, puis va à la London Business School, où il obtient un MBA . Il est banquier à la First National Bank of Chicago (aujourd'hui First Chicago Bank) entre 1974 et 1978, puis à la Saudi International Bank entre 1978 et 1987. Il est ensuite président de l'Association de la publicité extérieure  et directeur général de la Fédération de l'industrie automobile de détail .

## Carrière politique
Carrington se présente pour la première fois au Parlement à Tottenham en 1979, battu par le député travailliste sortant Norman Atkinson.
Il se présente sans succès au siège de Fulham à une élection partielle en 1986  mais l'emporte aux élections générales un an plus tard,, battant le vainqueur de l'élection partielle, le travailliste Nick Raynsford (qui est revenu au Parlement cinq ans plus tard en tant que député de Greenwich). Carrington est secrétaire parlementaire privé de John Patten lorsqu'il est ministre de l'Intérieur entre novembre 1990 et avril 1992, puis lorsque Patten est promu secrétaire d'État à l'Éducation. Carrington retourne à l'arrière-ban avant de rejoindre le gouvernement de John Major  comme whip adjoint entre 1996 et les élections générales de 1997, occupant simultanément le poste de président du Treasury Select Committee .
La circonscription de Fulham disparait dans les changements de frontières avant les élections de 1997, et Carrington est choisi comme candidat conservateur pour la nouvelle circonscription de Hammersmith et Fulham, mais est battu par le candidat travailliste Iain Coleman . Il est de nouveau battu aux élections générales de 2001, mais Carrington reste actif dans la politique locale et est élu président des conservateurs de Kensington, Chelsea et Fulham le 28 mars 2012 . Le 11 septembre 2013, il est créé pair à vie prenant le titre de « baron Carrington de Fulham », de Fulham dans le quartier londonien de Hammersmith et Fulham. Carrington est directeur non exécutif de la Gatehouse Bank conforme à la Charia et de la Chambre de commerce arabo-britannique, ainsi qu'un administrateur de St John's, Notting Hill .

## Vie privée
Carrington est marié à Mary Lou, décédée en 2008. Mary Lou a occupé des postes de direction au London International Financial Futures and Options Exchange entre 1985 et 1998, et était vice-présidente adjointe de la First National Bank of Chicago, où Matthew Carrington a également travaillé. Mary Lou a également été élue conseillère commune pour le quartier de la ville de Londres de Lime Street . Ils ont eu une fille ensemble.